# Социјалдемократска партија Швајцарске
Социјалдемократска партија Швајцарске - Социјалистичка партија (итал. Partito Socialista Svizzero; фр. Parti socialiste suisse) је политичка партија у Швајцарској. Основана је 1888. године. СДП Швајцарске највећа је политичка партија у земљи која подупире чланство Швајцарске у Европској унији, што није популаран тренд у осталим политичким партијама. Друга је странка по јачини у Швајцарском парламенту.
Између 1927. и 1940. била је чланица Радничко-социјалистичке интернационале.
СДП Швајцарске је пуноправна чланица Социјалистичке интерационале и придружена чланица Партије европског социјализма.
СДП Швајцарске је класична социјалдемократска странка. Програм партије темељи се на заговарању социјалног прогресивизма, пацифизма, промовисању бриге за околиш и остало. На подручју привреде, СДП је против радикалног економског либерализма и смањењу порезних обвеза за богатије грађане, против повишења доби за одлазак у пензију и слично.
На последњим парламентарним изборима у октобру 2007. године, партија је освојила 19,5% гласова и добила 46 од 200 заступничких места у Државном савету Швајцарске.

## Председници партије
- 1888–1889:	Александер Рајхел
- 1890–1891:	Алберт Штек
- 1892–1894:	Еуген Вулшлегер
- 1894–1896:	Вилхелм Фирхолц
- 1897:	Карл Зграген
- 1898:	Паул Брант
- 1898–1901:	Ото Ланг
- 1901–1902:	Јозеф Албизер
- 1902–1908:	Готфрид Рајман
- 1909–1910:	Едуард Кеслер
- 1911:	Ханс Нехер
- 1912–1916: Фриц Штудер
- 1916–1917:	Емил Клети
- 1918:	Јакоб Гшвенд
- 1919:	Густав Милер
- 1919–1936:	Ернст Рајнхард
- 1937–1952:	Ханс Опрехт
- 1953–1962:	Валтер Бринголф
- 1962–1970:	Фритз Гритер
- 1970–1974:	Артур Шмид
- 1974–1990:	Хелмут Хубахер
- 1990–1997:	Петер Боденман
- 1997–2000:	Урсула Кох
- 2000–2004:	Кристијане Брунер
- 2004–2008:	Ханс-Јирг Фер
- 2008 -:	Кристијан Левра